# Brody (Ukraine)
Brody (ukrainisch Броди, polnisch Brody, russisch Броды Brody, jiddisch בראָד – Brod) ist eine ukrainische Stadt mit 23.700 Einwohnern (2024). Sie liegt 90 km nordöstlich von Lwiw (Lemberg) in der Oblast Lwiw.

## Geschichte
Archäologische Funde deuten darauf hin, dass sich in der Nähe des heutigen Stadtgebiets bereits um 12.000 v. Chr. menschliche Ansiedlungen befanden.

### Kiewer Rus
Brody (deutsch: Furten) wurde 1084 das erste Mal urkundlich erwähnt, es gehörte damals zur Kiewer Rus.

### Ruthenien (Polen)
Ab 1340 gehörte Brody zum Königreich Polen und innerhalb dessen zur Woiwodschaft Ruthenien. Die Stadt wurde vom polnischen Adel als „ideale“ Stadt konzipiert und neu angelegt. 1584 bekam es Magdeburger Stadtrecht. Ab 1629 befand sich die Stadt im Eigentum der Familie Koniecpolski und nahm durch Privilegien wie dem Stapelrecht und der teilweisen Befreiung von Abgaben einen starken Wirtschafts- und Bevölkerungsaufschwung. Neben anderen zogen Juden, Armenier, Schotten und Griechen in die Stadt.
1704 hatte König Jan Sobieski die Stadt an Józef Potocki verkauft. Ab 1720 machte die Familie Potocki Brody zu ihrem Wohnort und hielt Jahrmärkte, insbesondere Pferdemärkte, ab. In dieser Zeit übertraf das Handelsvolumen mit Waren aus allen Gegenden Polen-Litauens, Sachsens, Preußens, Russlands, Ungarns und dem Osmanischen Reich um das achtfache dasjenige Lwiws. Ab Mitte des 18. Jahrhunderts war es Sitz des Vier-Länder-Rats, des wichtigen Gerichts- und Verwaltungsrats der Juden in Polen-Litauen.

### Galizien (Österreich)
Die Erste Teilung Polen-Litauens gefährdete die Funktion Brodys als Umschlagplatz, weil es nun an den äußersten Rand einer sowieso bereits peripheren Region des Habsburgerreiches geraten war. Seit jener Zeit lag Brody in einem der Staaten des Hauses Österreich, dem neugeschaffenen Königreich Galizien und Lodomerien und war Grenzstadt zum Russischen Reich mit regen Beziehungen zur Grenzstadt Radziwilow auf der anderen Seite. 1773 erreichte Brody durch weitreichende Ausnahmeregelungen des Galizischen Gouverneurs de facto Freihandelsstatus. Diese Handelsprivilegien wurden aber in der Folge von anderen Galizischen Städten und auch von Kleinhändlern aus Brody selbst bekämpft. Trotzdem wurden diese mit dem Freihandelspatent von 1779 ausgebaut. 1778 war Brody mit 10.887 Einwohnern nach Lwiw die zweitgrößte Stadt Galiziens. Die Einwohnerzahl stieg in bloß sieben Jahren bis 1785 auf 16.898 an.
Unter polnischer Herrschaft waren in Brody Minderheiten angesiedelt worden. Die Stadt entwickelte sich danach zu einem religiösen Zentrum des osteuropäischen Judentums. Am Anfang der österreichischen Herrschaft war der Anteil der jüdischen Bevölkerung rund 80 %, später ging der Anteil auf zwei Drittel zurück. Besonders seit der zweiten Hälfte des 18. Jahrhunderts dominierte dieser den Fernhandel. Brody wurde Umschlagplatz für Waren aus Westeuropa im Austausch gegen Rohstoffe aus Polen-Litauen, Russland und dem Osmanischen Reich. Brody gehörte in jener Zeit zu den reichsten und bedeutendsten Städten der Rzeczpospolita. Ab Mitte des 18. Jahrhunderts war es Sitz des Vier-Länder-Rats, des wichtigen Gerichts- und Verwaltungsrats der Juden in Polen-Litauen.

#### Wirtschaftliche Entwicklung
1779 wurde die Stadt nach dem Vorbild der Adriahäfen Triest und Fiume (Rijeka) mit einem Umland von 264 Quadratkilometer zur Freihandelszone erklärt. Nun nahm sie einen unerhörten Aufschwung und wurde bald zu einem der wichtigsten Handelsplätze in Mittel- und Osteuropa. Zehn Jahre lang erließ der Staat den Bürgern von Brody die Steuern, damit sie ihre Häuser erneuern und neue Unternehmungen gründen konnten.
Galizische und polnisch-litauische Rauchwaren, Wachs und Honig, Hanf und Leinen wurden in Brody umgeschlagen und weiter im Westen auf der Breslauer, Frankfurter und vor allem der Leipziger Messe gegen Baumwollgewebe, edle Stoffe wie französische Seide sowie englische Industrieprodukte getauscht. Aus Italien kamen Seidenstoffe, Schmuck und Korallen, aus der Steiermark und Oberösterreich wurden Sensen für Osteuropa geliefert. Gewürze, Perlen und Juwelen wurden aus dem Fernen Osten eingeführt. Russland lieferte Tee, Zucker, Wolle, Borsten, Federn, Pelzwaren und Pferde, die zweimal im Jahr auf einem großen Pferdemarkt angeboten wurden.
Seit 1809 war Brody der wichtigste Umschlagplatz für die Einfuhr von Kolonialwaren nach Österreich, nachdem dieses die illyrischen Hafenstädte an Frankreich verloren hatte. Da für diese Güter aufgrund der Kontinentalsperre ein Importverbot bestand, wurde ein großer Teil dieser Waren bis 1815 über die Grenze geschmuggelt. Im 18. und 19. Jahrhundert war die Stadt als Pelzhandelszentrum Brody ein bedeutender Umschlagplatz für Pelzfelle und Borsten sowie ein Schwerpunkt der Kürschnerei.
Nach 1815 ging die wirtschaftliche Bedeutung der Stadt deutlich zurück, da der Warenverkehr mit Russland abnahm und Illyrien wieder zu Österreich gehörte.
Bis 1860 war Brody die drittgrößte Stadt Galiziens nach Lemberg und Krakau.
1850 wurde es Sitz des gleichnamigen Bezirks Brody, 1867 wurde auch ein Bezirksgericht eingerichtet. 1869 wurde die Stadt an das österreichische Eisenbahnnetz angeschlossen, 1873 wurde die grenzüberschreitende Verbindung zum Nachbarort Radsiwilow im Russischen Kaiserreich hergestellt. Zu diesem Zeitpunkt war etwas weiter südlich bei Pidwolotschysk ebenfalls eine Verbindungsstrecke erbaut worden, die Brody starke Konkurrenz machte.
Die Aufhebung des Freihandelspatents Ende 1879 verschlechterte die wirtschaftliche Entwicklung zusätzlich, da sich in Brody kaum Industrie entwickelt hatte.

#### Bevölkerungszahl
Die Bevölkerungszahl hatte mit 20.000 Personen im Jahr 1880 (1820: 18.000 Einwohner) ihren Höhepunkt erreicht. In einer Zeit, die den Städten durch die Industrialisierung großes Bevölkerungswachstum bescherte, stagnierte die Bevölkerung Brodys und ging bis 1900 auf 16.400 zurück.
Bis in die 1860er Jahre war Brody nach Lemberg und Krakau die drittgrößte Stadt Galiziens, 1910 belegte es nur mehr den zehnten Rang. Die bis dahin fast vollständig jüdische Stadt mit einem jüdischen Bevölkerungsanteil von 80,9 % bei 18.700 Einwohnern im Jahr 1869 erlebte mit der Wirtschaftskrise auch erstmals einen spürbaren Rückgang der jüdischen Bevölkerungsgruppe. Der um 1840 in Brody geborene Simon Ehrlich schreibt in seiner Autobiografie über die Juden Brodys:
„Nicht alle sind Chassidim. Zwar bilden vier Fünftheile der Insassen durchwegs Juden, aber die Judenschaft besteht aus Orthodoxen und Aufgeklärten; erstere sind theils arm, theils wohlhabend und führen mancherlei Gewerbe; sie sind Mäkler, Wechsler, Wucherer, Rabbiner, Schlächter, Schneider, Klempner, Schuster, Wasserträger und Fuhrleute. Letztere sind reich und treiben Handel. Die Meisten fahren alljährlich auf die Leipziger Messe, kehren dann mit gesegnetem Beutel zurück und führen im Kreise ihrer Familie ein glückliches, vergnügtes Leben.“

#### Bildung
Neben der Bedeutung als Handelsstadt ist Brodys Rolle als Bildungszentrum hervorzuheben. Von Brody aus gelangte die Jüdische Aufklärung (Haskala), getragen vor allem von den wohlhabenden und weitgereisten Kaufleuten der Stadt und deren Angestellten, nach Galizien und erlebte zwischen 1815 und 1850 ihre Hochblüte. Insbesondere zu nennen ist hier die deutsch-jüdische Realschule von Brody, die 1815/16 als eine der Haskala verbundene israelitische Privatschule gegründet wurde. 1854 wurde sie eine öffentliche überkonfessionelle Schule, die schließlich ab den 1860er Jahren sukzessive in ein vollständiges Staatsgymnasium umgewandelt wurde und ab 1883 offiziell k.k. Kronprinz-Rudolf-Gymnasium hieß. Bemerkenswert ist, dass die Unterrichtssprache bis 1906 Deutsch war (in schon bestehenden Klassen bis 1914), während es im restlichen Galizien, abgesehen von Lemberg, nur mehr polnische und (wenige) ukrainische Gymnasien gab. Joseph Roth maturierte hier 1913 auf Deutsch. Auf den Gassen Brodys wurde Jiddisch, Polnisch, Ukrainisch und Deutsch gesprochen.

### 20. Jahrhundert

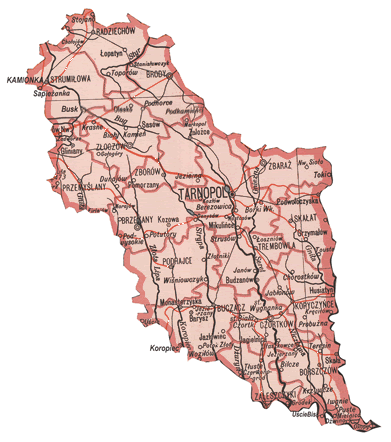
Woiwodschaft Tarnopol bis 1939, Lage der Stadt

Im November 1918 war die Stadt, nach dem Zusammenbruch der Donaumonarchie am Ende des Ersten Weltkriegs, kurzzeitig Teil der Westukrainischen Volksrepublik, deren letzten Teile während des Polnisch-Ukrainischen Krieges im Juli 1919 von Polen besetzt wurden. Am 21. November 1919 sprach der Hohe Rat der Pariser Friedenskonferenz für eine Zeitdauer von 25 Jahren Ostgalizien Polen zu. Nach der Wiedererlangung der polnischen Unabhängigkeit lag der Ort von 1921 bis September 1939 in der Woiwodschaft Tarnopol in der Zweiten Polnischen Republik.
Im September 1939 besetzte die Sowjetunion, gemäß den Vereinbarungen im geheimen Zusatzprotokoll des Deutsch-Sowjetischen Grenz- und Freundschaftsvertrages, die Stadt, woraufhin die Eingliederung in die Ukrainische SSR (siehe Geschichte der Ukraine) erfolgte.
Nach dem Überfall auf die Sowjetunion fand vom 26. bis zum 29. Juni 1941 in der Nähe eine große Panzerschlacht zwischen der deutschen 1. Panzerarmee und fünf sowjetischen mechanisierten Korps statt, bei der beide Seiten hohe Verluste erlitten. Ab dem 1. August 1941 gehörte der Distrikt Galizien mit Brody zum Generalgouvernement. In den folgenden drei Jahren unter deutscher Besatzung wurden praktisch alle ca. 9000 jüdischen Einwohner Brodys zuerst geplündert, teilweise zur Zwangsarbeit eingesetzt, ab Dezember 1942 in ein Ghetto gesperrt und schließlich ermordet, wobei nur der kleinere Teil in Vernichtungslager deportiert wurde. Der weitaus größere Teil wurde am Waldrand hinter dem jüdischen Friedhof oder am Schlossplatz erschossen. An diesen Massenmord erinnert ein dreisprachiger Gedenkstein neben dem Friedhof, auf dem heutzutage (Stand Juni 2016) teilweise Gemüsebeete angelegt sind.
Im weiteren Verlauf des Zweiten Weltkriegs wurde Brody stark zerstört, besonders als die Wehrmacht gemeinsam mit der SS-Halytschyna die Stadt zu halten versuchte (Brodyer Kesselschlacht Juli/August 1944). Fast 2000 Häuser wurden völlig zerstört, insbesondere das Stadtzentrum um den Ringplatz.
1945 wurde die Ostgrenze Polens von den Alliierten neu festgelegt und verlief weitgehend entlang der Demarkationslinie des Hitler-Stalin-Paktes. Das Gebiet fiel nun endgültig an die Sowjetunion.
Die nach dem Zweiten Weltkrieg größtenteils entvölkerte Stadt wurde mit ukrainischen Bauern aus der Umgebung wieder besiedelt. Große Teile der Stadt mussten neu aufgebaut werden, und Ende der 1970er Jahre begann man mit der Trockenlegung der die Stadt umgebenden Sümpfe.
Als Rajonsstadt hat Brody heute nur eine untergeordnete administrative Rolle. Der wichtigste Arbeitgeber der Stadt sind die Pipelines Druschba und Odessa-Brody, die in Brody ihre Schnittstelle haben. Außerdem befindet sich bei Brody ein ukrainischer Militärstützpunkt.

## Stadtgemeinde
Am 12. Juni 2020 wurde die Stadt zum Zentrum der neu gegründeten Stadtgemeinde Brody (Бродівська міська громада/Brodiwska miska hromada). Zu dieser zählen auch die 50 in der untenstehenden Tabelle aufgelistetenen Dörfer im Rajon Solotschiw; bis dahin bildet sie die Stadtratsgemeinde Brody (Бродівська міська рада/Brodiwska miska rada) im ehemaligen Rajon Brody.
Folgende Orte sind neben dem Hauptort Brody Teil der Gemeinde:
| Name                     | Name             | Name                                 | Name               |
| ukrainisch transkribiert | ukrainisch       | russisch                             | polnisch           |
| ------------------------ | ---------------- | ------------------------------------ | ------------------ |
| Antosja                  | Антося           | Антося                               | -                  |
| Berlyn                   | Берлин           | Берлин (Berlin)                      | Berlin             |
| Biljawzi                 | Білявці          | Белявцы (Beljawzy)                   | Bielawce           |
| Boratyn                  | Боратин          | Боратин (Boratin)                    | Boratyn            |
| Borduljaky               | Бордуляки        | Бордуляки (Borduljaki)               | Bordulaki          |
| Bowdury                  | Бовдури          | Болдуры (Boldury)                    | Bołdury            |
| Butschyna                | Бучина           | Бучина (Butschina)                   | Buczyna            |
| Ditkiwzi                 | Дітківці         | Детковцы (Detkowzy)                  | Dytkowce           |
| Haji                     | Гаї              | Гаи (Gai)                            | Gaje Starobrodzkie |
| Haji-Ditkowezki          | Гаї-Дітковецькі  | Гаи-Детковецкие (Gai-Detkowezkije)   | Gaje Dytkowieckie  |
| Haji-Smolenski           | Гаї-Смоленські   | Гаи-Смоленские (Gai-Smolenskie)      | Gaje Smoleńskie    |
| Haji-Suchodilski         | Гаї-Суходільські | Гаи-Суходольские (Gai-Suchodolskije) | Gaje Suchodolskie  |
| Hluschyn                 | Глушин           | Глушин (Gluschin)                    | Hłuszyn            |
| Holoskowytschi           | Голосковичі      | Голосковичи (Goloskowitschi)         | Hołoskowice        |
| Horbali                  | Горбалі          | Горбали (Gorbali)                    | -                  |
| Hrymaliwka               | Грималівка       | Грималовка (Grimalowka)              | Grzymałówka        |
| Jasliwtschyk             | Язлівчик         | Язловчик (Jaslowtschik)              | Jazłowczyk         |
| Kisja                    | Кіз'я            | Козья (Kosja)                        | Kizia              |
| Klekotiw                 | Клекотів         | Клекотов (Klekotow)                  | Klekotów           |
| Komariwka                | Комарівка        | Комаровка (Komarowka)                | Komorówka          |
| Konjuschkiw              | Конюшків         | Конюшков (Konjuschkow)               | Koniuszków         |
| Koroliwka                | Королівка        | Королёвка (Koroljowka)               | Korolówka          |
| Korsiw                   | Корсів           | Корсов (Korsow)                      | Korsów             |
| Kossarschtschyna         | Косарщина        | Косарщина (Kossarschtschina)         | Kozaczyzna         |
| Kowpyn Stawok            | Ковпин Ставок    | Колпин Ставок (Kolpin Stawok)        | Kołpin             |
| Kuty                     | Кути             | Куты                                 | Kąty Trojeckie     |
| Lahodiw                  | Лагодів          | Лагодов (Lagodow)                    | Łahodów            |
| Leschniw                 | Лешнів           | Лешнев (Leschnew)                    | Leszniów           |
| Lissowe                  | Лісове           | Лесовое (Lessowoje)                  | Lasowe             |
| Lypyna                   | Липина           | Липина (Lipina)                      | Lisowiki           |
| Midne                    | Мідне            | Медное (Mednoje)                     | Midno              |
| Monastyrok               | Монастирок       | Монастырек (Monastyrek)              | Monastyrek         |
| Mytnyzja                 | Митниця          | Мытница (Mytniza)                    | Mytnica            |
| Orany                    | Орани            | Ораны                                | Horany             |
| Pankowa                  | Панькова         | Панькова                             | Pańkowa            |
| Perelisky                | Переліски        | Перелески (Pereleski)                | Pereliski          |
| Pidhirja                 | Підгір'я         | Подгорье (Podgorje)                  | Wołochy            |
| Pisky                    | Піски            | Пески (Peski)                        | Piaski             |
| Ponykwa                  | Пониква          | Пониква (Ponikwa)                    | Ponikwa            |
| Ponykowyzja              | Пониковиця       | Пониковица (Ponikowiza)              | Ponikowica         |
| Salaschka                | Салашка          | Салашка                              | Sałasze            |
| Sbruji                   | Збруї            | Збруи                                | Zbroje             |
| Schnyriw                 | Шнирів           | Шнырев (Schnyrew)                    | Sznyrów            |
| Smilne                   | Смільне          | Смольное (Smolnoje)                  | Smolno             |
| Stanislawtschyk          | Станіславчик     | Станиславчик (Stanislawtschik)       | Stanisławczyk      |
| Suchodoly                | Суходоли         | Суходолы                             | Suchodoły          |
| Suchowolja               | Суховоля         | Суховоля                             | Suchowola          |
| Suchota                  | Сухота           | Сухота                               | Suchota            |
| Sydyniwka                | Сидинівка        | Сидиновка (Sidonowka)                | Sydonówka          |
| Wydra                    | Видра            | Выдра                                | Wydra              |

## Städtepatenschaften
- Wolfratshausen[11]

## Brody als literarischer Ort
Das Leben in der Grenzstadt wird in mehreren Werken des in Brody geborenen Joseph Roth behandelt, der die Welt der meist jüdischen Händler schilderte und Soldaten, Zöllner und Schmuggler porträtierte. Zu nennen ist etwa Das falsche Gewicht, aber auch die Erzählung Der Leviathan, für deren fiktiven Schauplatz Progody Brody erkennbar lautlich Pate gestanden ist bzw. hat. Auch in Roths Roman Radetzkymarsch gibt Brody die trostlose Kulisse für den Dienstort des Carl Joseph Trotta von Sipolje am äußersten Ende der Donaumonarchie. In seinem Essayband Juden auf Wanderschaft beschreibt Roth ein namenloses „jüdisches Städtchen“, das nach seiner Beschreibung ganz und gar auf Brody passt.
In Isaak Babels Werk Die Reiterarmee spielen mehrere Kapitel in Brody.
Nach dem Ersten Weltkrieg wurde Brody von der polnischen Armee, Weißgardisten, ukrainischen Nationalisten und der sowjetischen Reiterarmee unter General Budjonny hart umkämpft. In seinen Memoiren beschreibt Budjonny die völlig zerstörte Stadt.

## Söhne und Töchter der Stadt
- Johann Freiherr von Hiller (1754–1819), österreichischer Feldzeugmeister
- Schalom Rokeach (1779–1855), Begründer der Belzer chassidischen Dynastie
- Nachman Krochmal (1785–1840), Religionsphilosoph
- Józef Korzeniowski (1797–1863), polnischer Schriftsteller
- Joseph Ludwig Raabe (1801–1859), Schweizer Mathematiker
- Berl Broder (eigentlich Berl Margulis, 1818–1867), jiddischer Volkssänger, Gründer der Broder-Sänger (benannt nach Brody)
- Zvi Hirsch Chajes (1805–1855), orthodoxer Rabbiner und Talmudgelehrter
- Alexander Stein (1809–1858), deutscher Jurist und Abgeordneter
- Iuliu Barasch (1815–1865), jüdischer Arzt und Schriftsteller
- Leo Herzberg-Fränkel (1827–1915), österreichischer Schriftsteller und Journalist
- Otto Hausner (1827–1890), österreichischer Politiker
- Amalia Nathansohn Freud (1835–1930), Mutter von Sigmund Freud
- Markus Landau (1837–1918), österreichischer Literaturhistoriker und Schriftsteller
- Jacob Rosanes (1842–1922), deutscher Mathematiker und Schachmeister
- Siegmund Schlossmann (1844–1909), deutscher Rechtswissenschaftler und Hochschullehrer
- Heinrich Byk (1845–1923), deutscher Chemiker und Unternehmer
- August Witkowski (1854–1913), polnischer Experimentalphysiker
- Sigmund Herzberg-Fränkel (1857–1913), österreichischer Historiker und Journalist
- Oser Kokesch (1859–1905), Politiker und Rechtsanwalt
- Carl Ostersetzer (1865–1914 Wien), österreichischer Genremaler
- Israel Finkelscherer (1866–1942), deutscher Rabbiner
- Iwan Trusch (1869–1941), ukrainischer Maler
- Rosa Schapire (1874–1954), Kunsthistorikerin und -sammlerin, Frauenrechtlerin
- Anna Schapire-Neurath (1877–1911), Schriftstellerin und Frauenrechtlerin
- Max Landau (1886–1915), österreichischer Mediziner
- Guillermo Kolischer (1890–1970), uruguayischer Pianist und Musikpädagoge
- Mendel Singer (1890–1976), österreichisch-israelischer Journalist
- Joseph Roth (1894–1939), österreichischer Schriftsteller
- Stefan von Kéler (1897–1967), polnisch-deutscher Entomologe
- Adolph Baller (1909–1994), österreichisch-amerikanischer Pianist
- Daniel Abraham Yanofsky (1925–2000), kanadischer Schachgroßmeister
- Oksana Lyniv (* 1978), Dirigentin

## Bilder

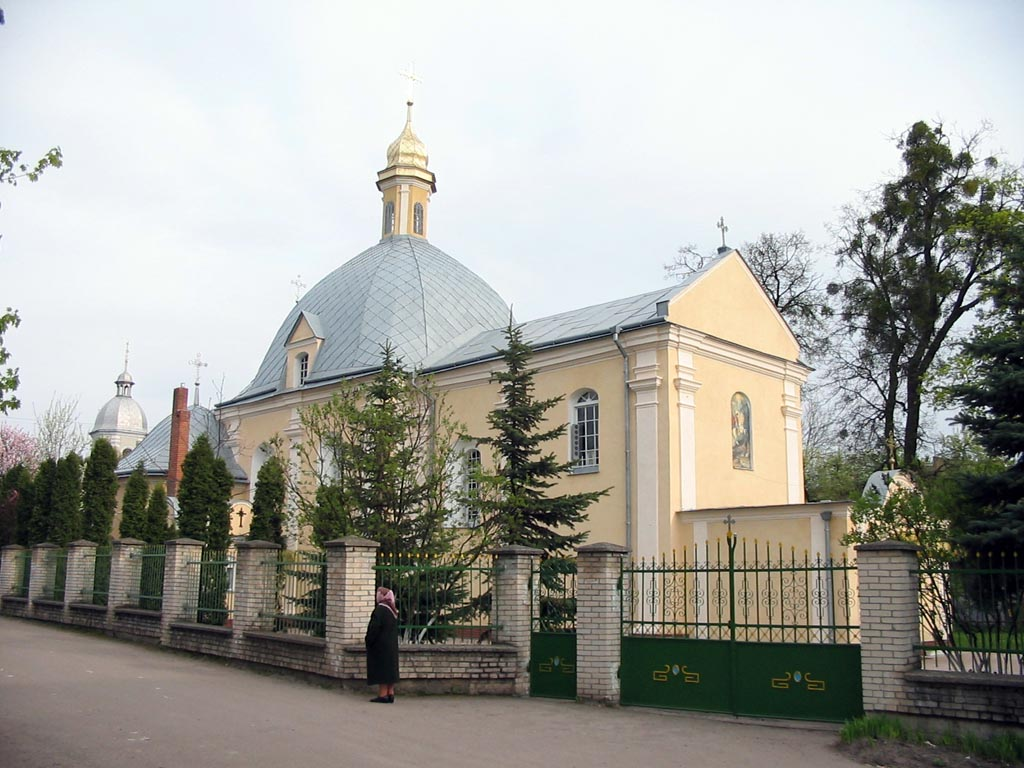
Kirche in Brody
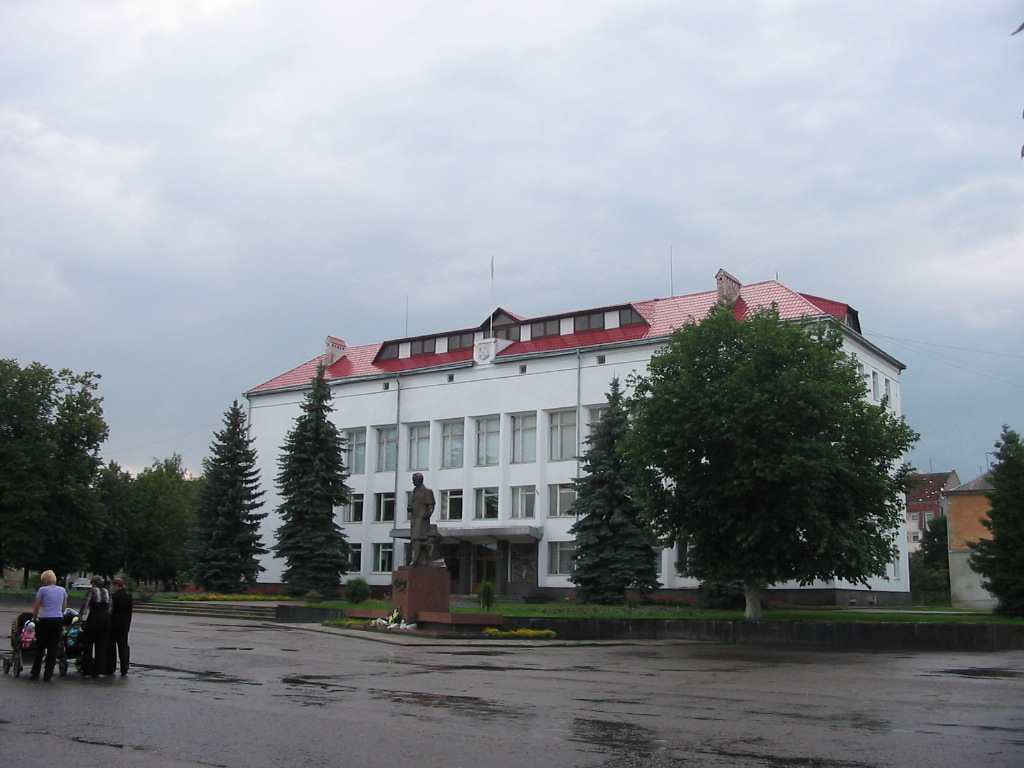
Gebäude der Stadtverwaltung
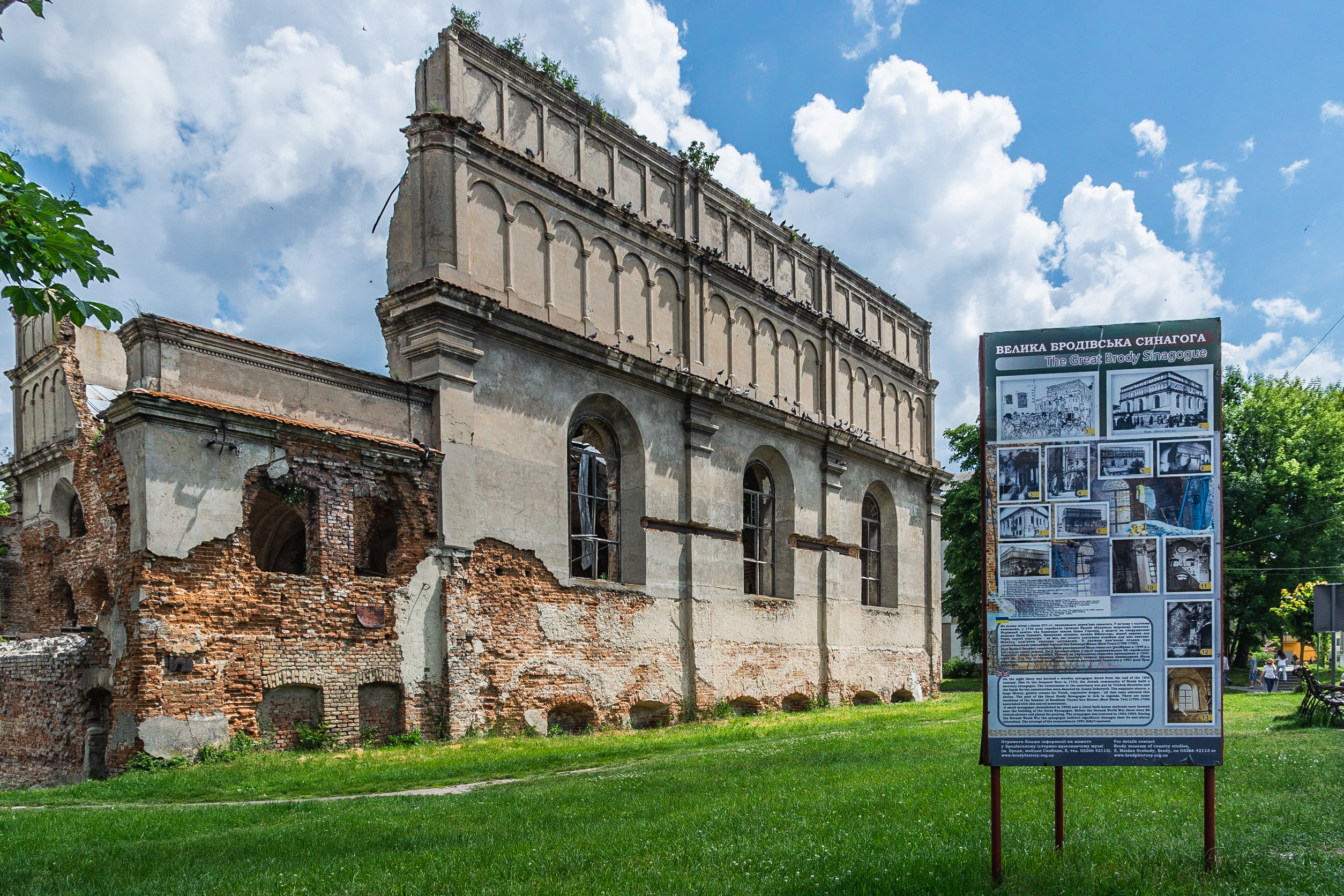
Ein Baudenkmal im Verfall: Die Große Synagoge
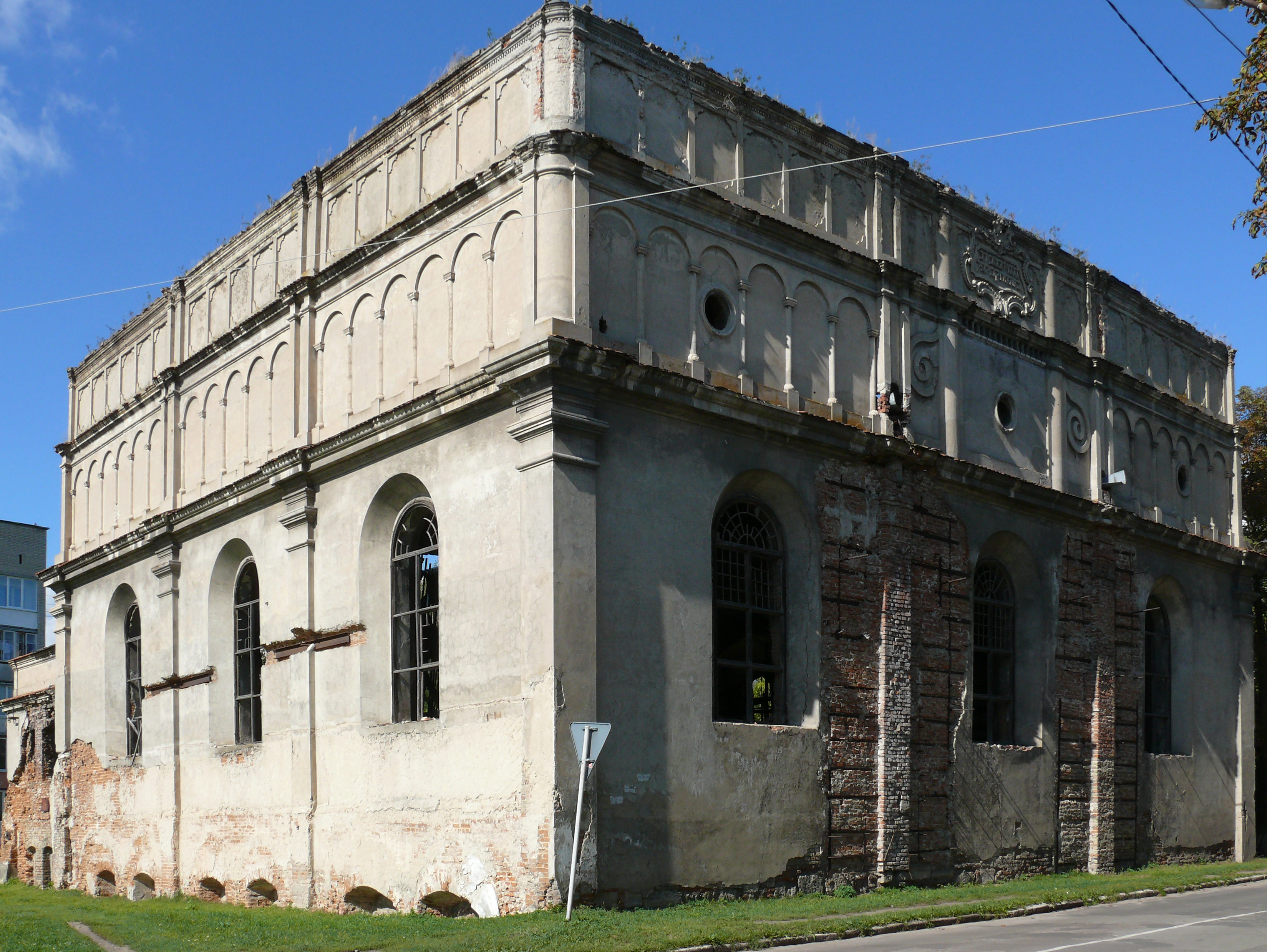
Die Große Synagoge
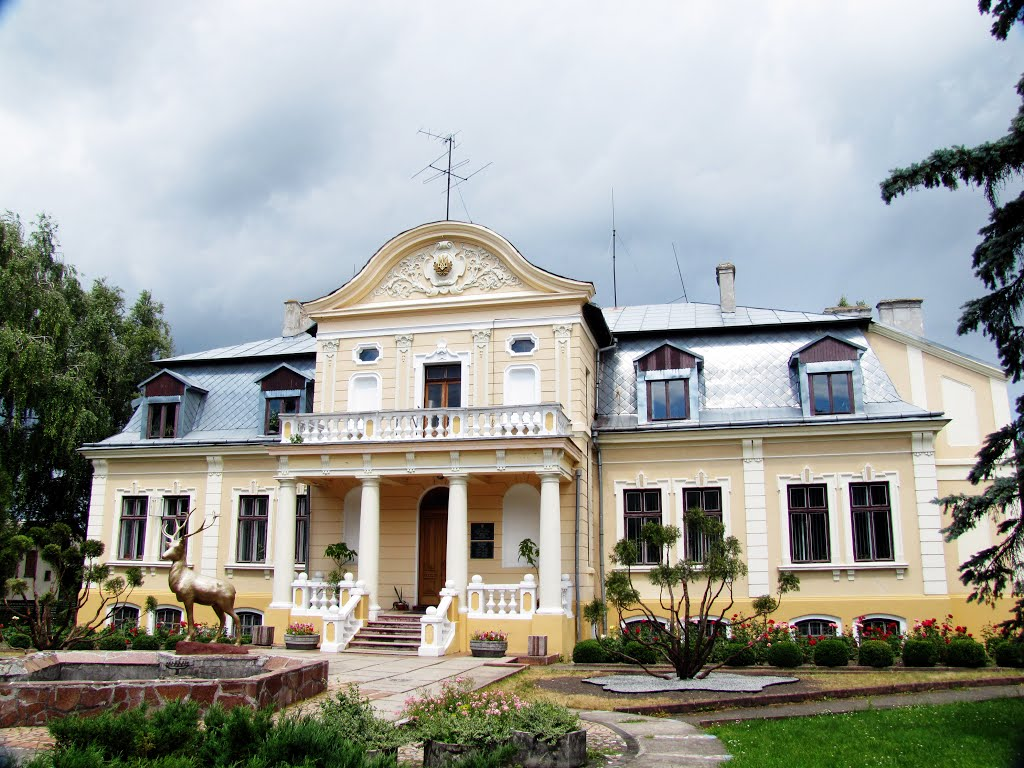
Herrenhaus von Tyszkiewicz
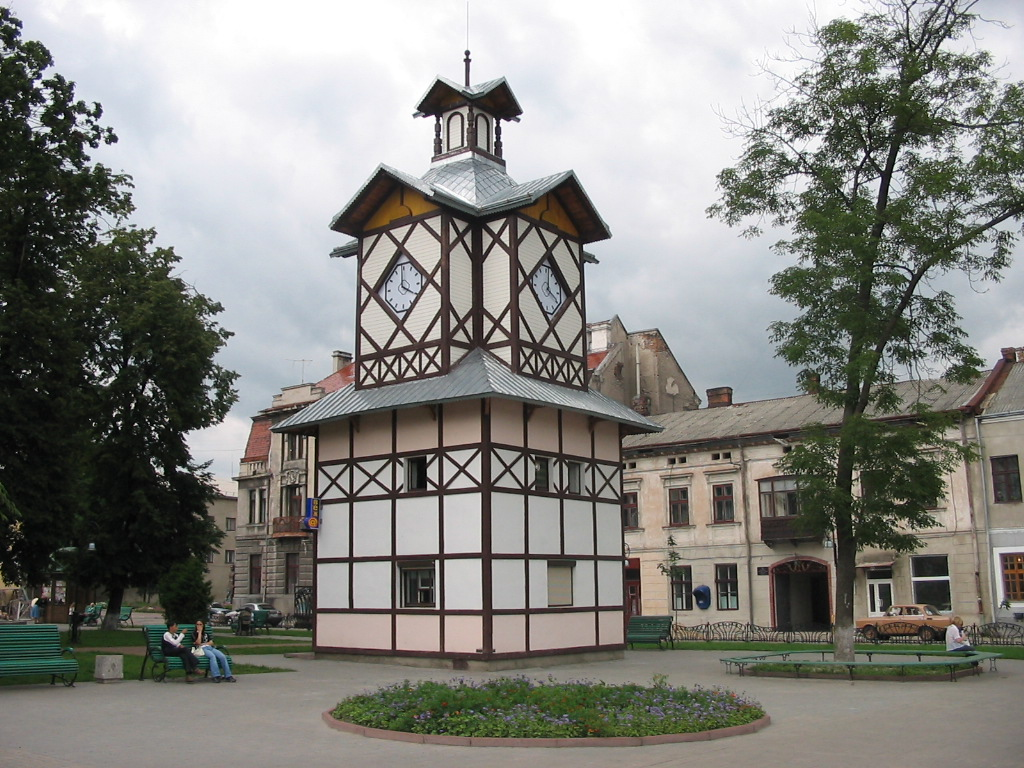
Glockenturm
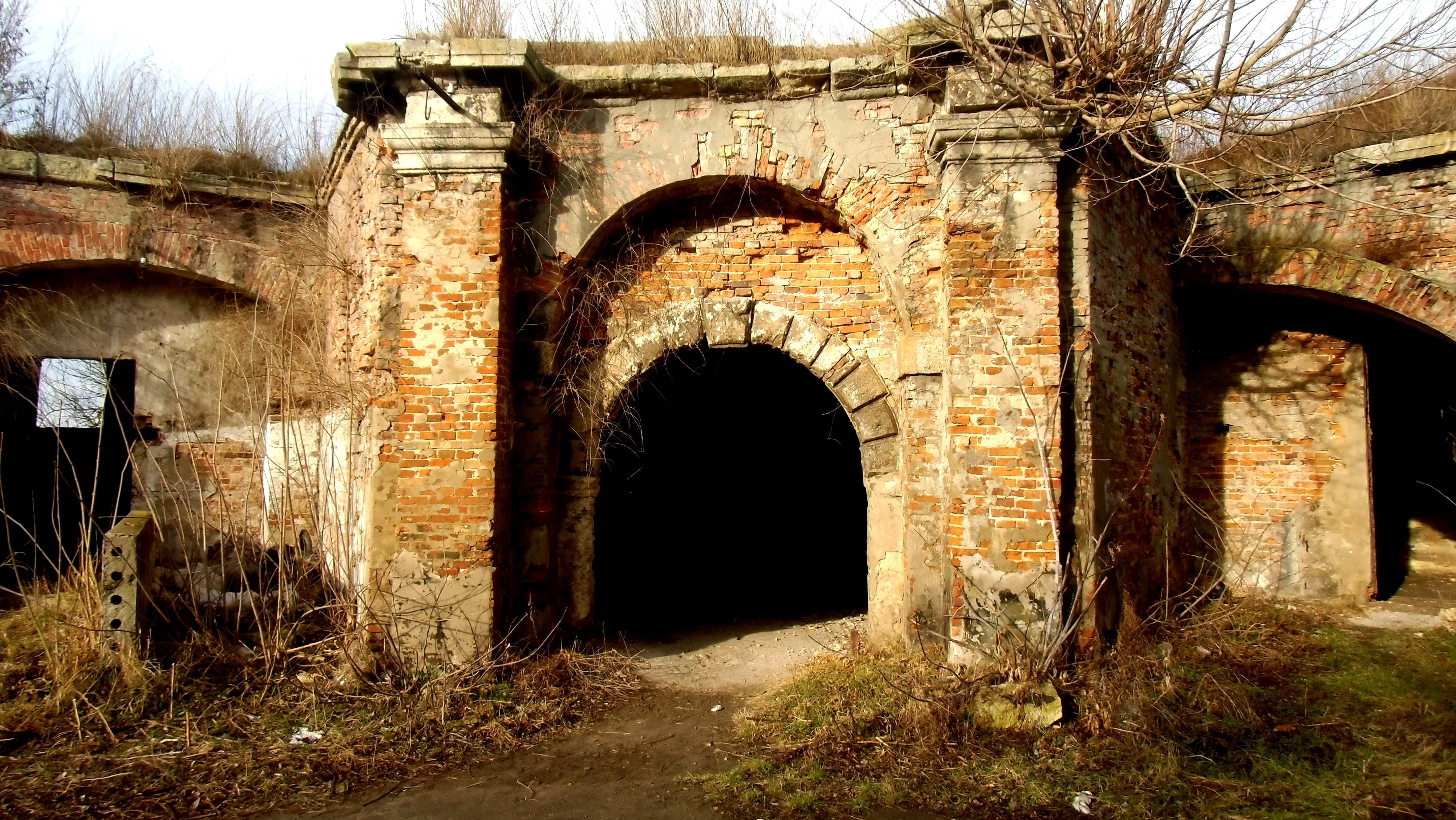
Die alte Zitadelle in Brody
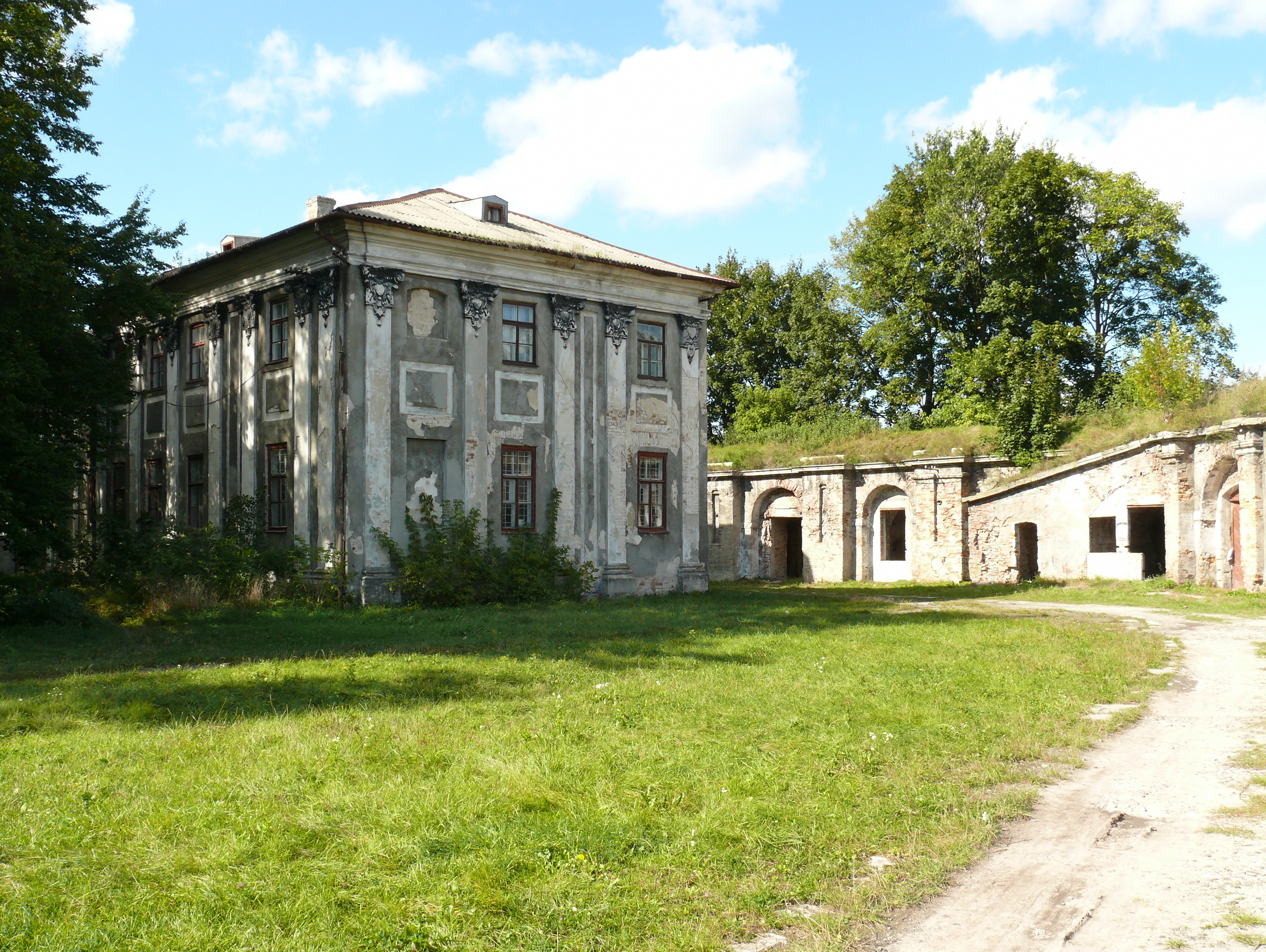
Das Schloss in der Zitadelle von Brody
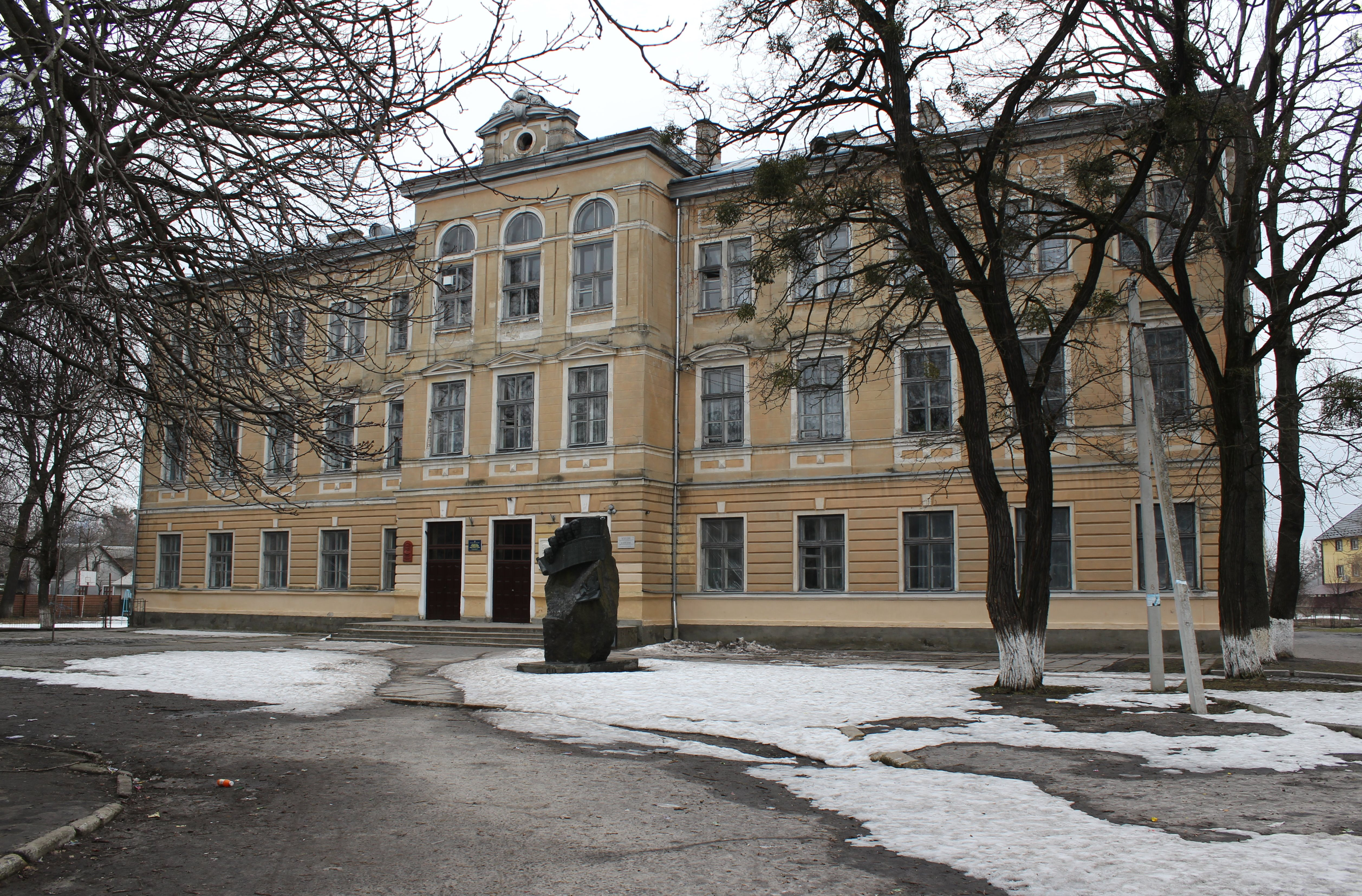
Wo Joseph Roth einst in die Schule ging
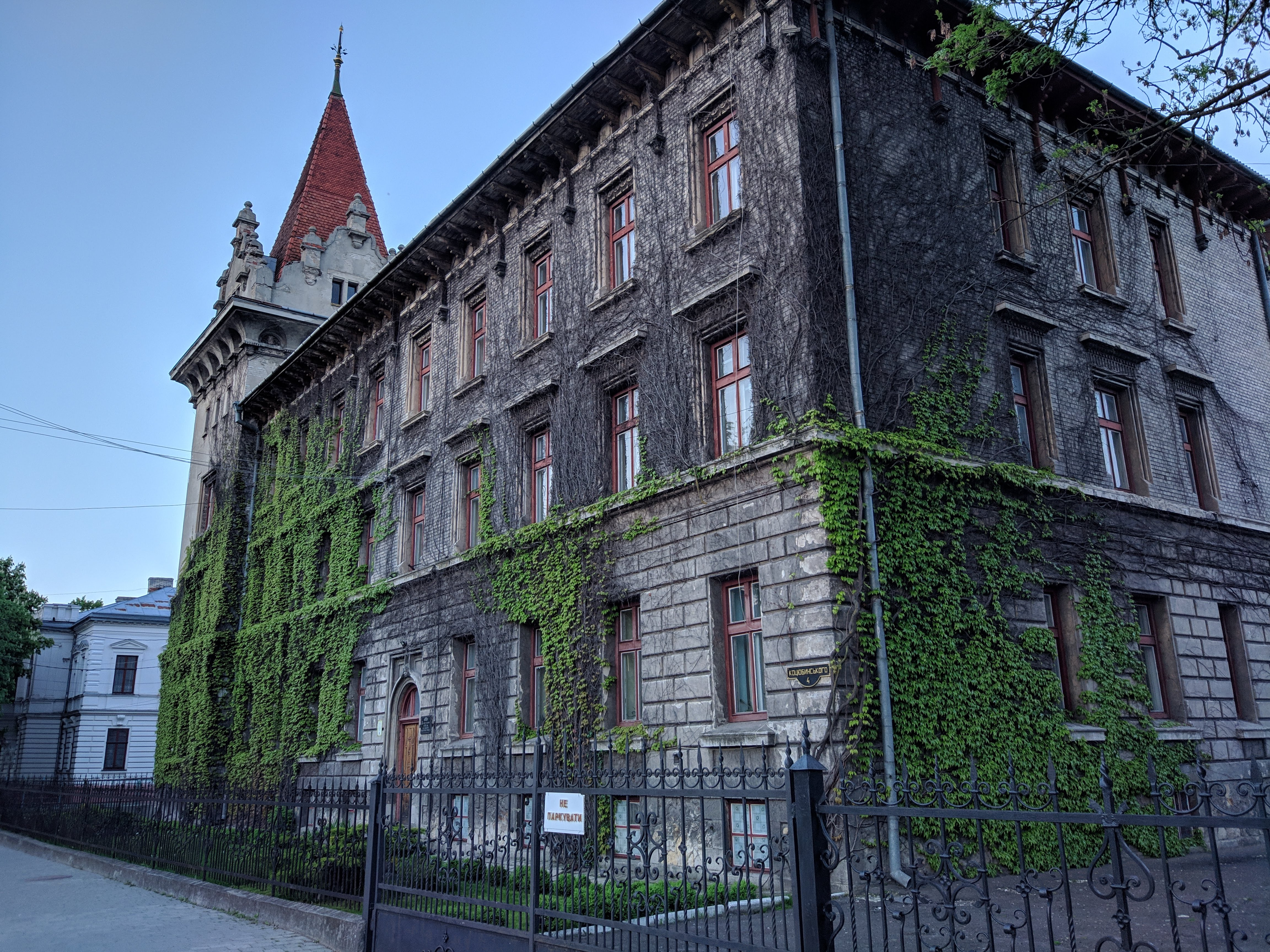
Pädagogische Hochschule